# Луценко, Павел Кондратьевич
Павел Кондратьевич Луценко (укр. Павло Кіндратович Луценко, нем. Paul Lutzenko; 1873 — 1934) — украинский пианист и музыкальный педагог. Окончил Харьковский университет (юридический факультет) и Харьковское музыкальное училище по классу фортепиано.
В 1900—1914 гг. преподавал в Германии, в том числе в Консерватории Штерна, где среди его учеников были, в частности, Альфред Ла Либерте и Станислав Липский. Концертировал в Берлине и других городах Германии, пропагандировал русскую музыку, в том числе с Берлинским филармоническим оркестром исполнял фортепианные концерты Н. А. Римского-Корсакова, П. И. Чайковского и А. С. Аренского. С началом Первой мировой войны вернулся в Россию. С 1916 г. преподавал в Харьковском музыкальном училище, годом позже преобразованном в Харьковскую консерваторию, в 1920—1921 гг. был её ректором, затем заведовал кафедрой фортепиано.

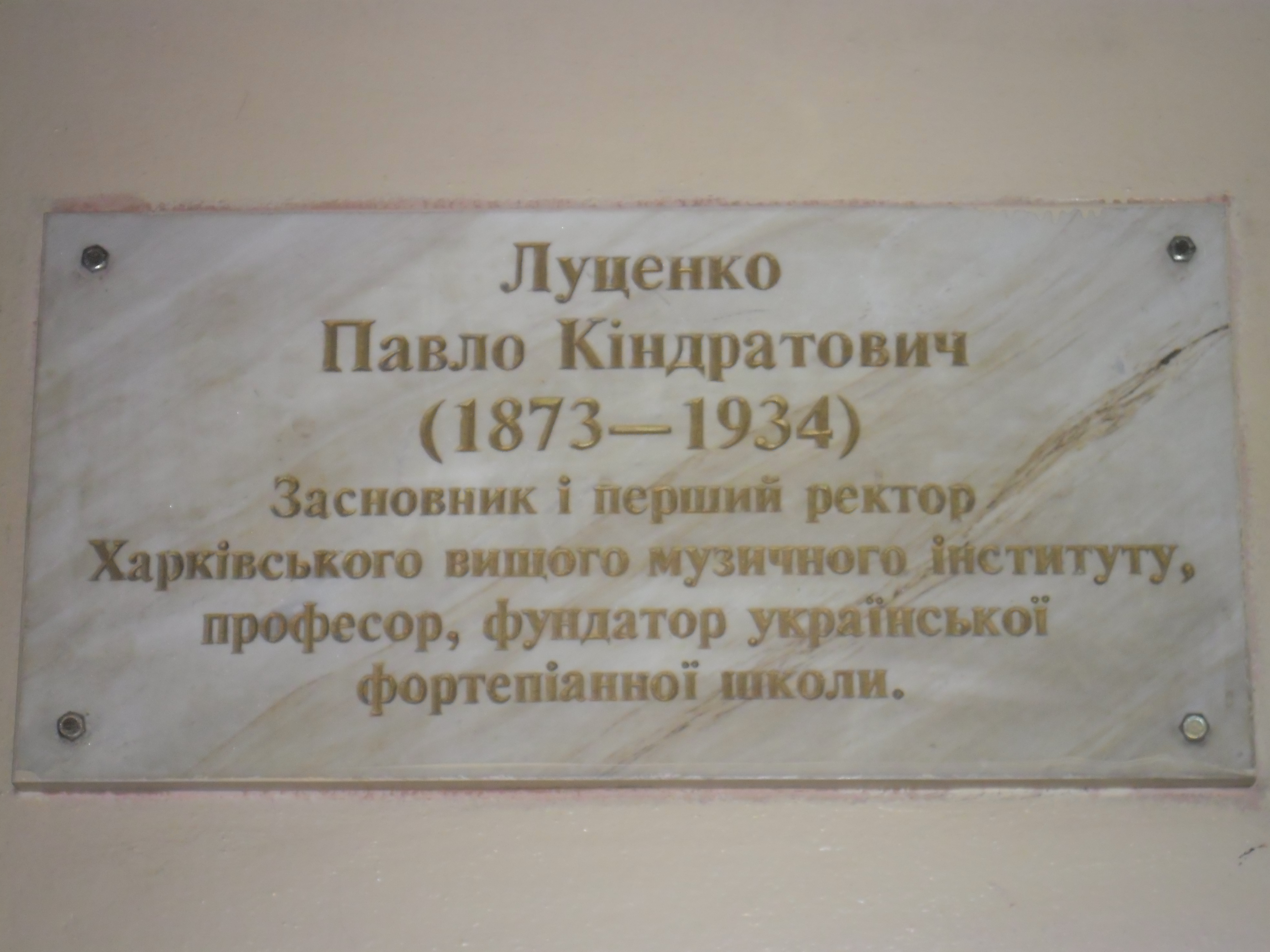
Мемориальная доска в Харьковском университете искусств